# Люстрация в Польше
Люстра́ция в По́льше (пол. Lustracja w Polsce) - регламентация доступа к государственной службе бывших коммунистов и информаторов спецслужб в Польше.

## Предыстория
В 1989—1990 году в результате мирной революции власть в Польше мирно перешла от коммунистов к оппозиции — «Солидарности». Правительство, образованное лидерами «Солидарности», гарантировало неприкосновенность бывшим коммунистам. В то же время часть активистов «Солидарности» требовала декоммунизации.
Сама идея люстрации изначально состояла в том, чтобы отстранить от возможности занимать должности в государственном управлении и местном самоуправлении лиц, которые были причастны к притеснениям прав и свобод граждан в коммунистической Польше. Также люстрация позиционировалась как средство защиты национальной безопасности. Бывшие тайные сотрудники, которые попали на высокие должности в новой власти, могли стать объектом шантажа разведок других стран..

## Принятие первого люстрационного закона
Первый люстрационный закон в Польше был принят в 1992 году, но был отвергнут Польским конституционным трибуналом. Текущий закон о люстрации был принят в 1996 году.
После длительного периода политической борьбы вокруг вопроса люстрации, в ходе которой были оглашены списки лиц, сотрудничавших с прежним режимом, в 1997 году, несмотря на противодействие Валенсы, был наконец принят «Закон о люстрации» для проверки достоверности заявлений высших должностных лиц об их предполагаемых связях с органами безопасности в коммунистический период.
Все желающие поступить на госслужбу и кандидаты на парламентских выборах, прежде сотрудничавшие с коммунистическими спецслужбами, должны были покаяться публично и получить прощение. Те же, кто, по мнению властей, пытался скрыть своё прошлое, увольнялись, при этом сведения об их прошлом подвергались огласке.
Под люстрацию попал вице-премьер Януш Томашевский, бывший диссидент. Порочащие документы нашлись и на другого легендарного диссидента — Леха Валенсу, и на 7-го президента — бывшего коммуниста Квасьневского.
Уже в 2004 году от этого закона пострадал маршалек (председатель) польского сейма Юзеф Олексы — польский люстрационный суд, который должен проверять депутатов на предмет прошлого сотрудничества со спецслужбами, постановил, что Олексы в 1970-е годы сотрудничал с армейской разведкой, но скрыл это в своем люстрационном заявлении.
В 1997-2007 годах процесс люстрации находился под управлением офиса Представителя общественного интереса (пол. Rzecznik Interesu Publicznego). Там проверялись люстрационные декларации, инициировались дополнительные проверки и направлялись судебные запросы. Люстрационная декларация представляла собой публичное признание люстрируемого в причастности к тем или иным деяниям, совершенным в коммунистический период.

## Расширение действия закона о люстрациях
21 июля 2006 нижняя палата польского парламента приняла законопроект, расширяющий действие прежнего закона о люстрациях (касавшегося лишь министров, депутатов, сенаторов, судей и чиновников) и позволяющий без дополнительных расследований увольнять с работы бывших сотрудников или агентов органов госбезопасности ПНР.
Законопроект распространяет действие существующего закона на глав администраций населенных пунктов, членов руководства фирм с государственным участием, ученых, работников университетов, директоров школ и журналистов.
В СМИ будет опубликован список бывших сотрудников и агентов госбезопасности, создаваемый на основе материалов фонда Института национальной памяти, которому передана значительная часть архивов органов госбезопасности ПНР.
В июне 2006 под давлением публикаций в СМИ вынуждена была покинуть пост министра финансов Зита Гилёвска, обвинённая в сотрудничестве с органами госбезопасности ПНР. Весной 2006 в польских СМИ было опубликовано несколько материалов о сотрудничестве со спецслужбами ПНР и нескольких сотен католических священников, однако новый законопроект не коснулся священнослужителей.
В январе 2007 в Польше вспыхнул скандал, вызванный отставкой митрополита Варшавского Станислава Вельгуса, признавшего свои связи со службами госбезопасности социалистической Польши в 1970-е годы. Внеочередной сейм польских епископов принял решение о создании комиссии, которая изучит биографии всех 45 епископов страны для выявления их связей с госбезопасностью ПНР.
Станислав Вельгус был назначен на свой пост 6 декабря 2006 г. В ходе собеседования в Ватикане, предшествовавшего его назначению, он отрицал какие-либо связи с органами госбезопасности. Однако в начале января 2007 года в польские СМИ попали архивные документы спецслужб, из которых следовало, что это сотрудничество продолжалось около 20 лет.
Принятые в 2007 году поправки к закону о люстрации, распространившие его действие на более широкий круг лиц, Конституционным трибуналом Польши были частично признаны не соответствующими закону. От люстрации освободили журналистов, бизнесменов, представителей науки и преподавателей негосударственных ВУЗов.

## Институт национальной памяти — Комиссия по расследованию преступлений против польского народа
Одним из главных люстрационных органов является Институт национальной памяти — Комиссия по расследованию преступлений против польского народа (ИНП). ИНП имеет следственные функции и возможность уголовного производства в отношении преступлений, которые были совершены против польского народа как нацистами, так и коммунистами.
В конце сентября 2007 г. на сайте ИНП была начата публикация списков граждан, сотрудничавших с органами госбезопасности ПНР. Публикация осуществляется в соответствии с принятым 14 марта 2007 «Законом о люстрации». По словам директора ИНП Януша Куртыки, весь процесс публикации должен был занять не менее шести лет. Помимо имени каждого человека файлы содержат агентурную кличку, а также подробности его отношений со спецслужбами.